# Tjuven i Bagdad (film, 1940)
Tjuven i Bagdad (engelska: The Thief of Bagdad) är en amerikansk fantasyfilm i Technicolor från 1940 i regi av Michael Powell, Ludwig Berger och Tim Whelan, med bidrag av fler. I huvudrollerna ses Sabu, Conrad Veidt, John Justin och June Duprez.

## Rollista i urval
- Conrad Veidt – Jaffar
- Sabu – Abu
- June Duprez – prinsessan
- John Justin – Ahmad
- Rex Ingram – Djinn
- Miles Malleson – Sultanen av Basra
- Morton Selten – den gamle kungen
- Mary Morris – Halima, Jaffars agent
- Bruce Winston – köpmannen
- Hay Petrie – astrologen
- Adelaide Hall – sångerskan
- Roy Emerton – fångvaktaren
- Allan Jeayes – sagoberättaren
- Robert Greig – man i Basra (ej krediterad)

Alexander Korda hade egentligen avsett att rollbesätta Vivien Leigh i rollen som prinsessan, men hon reste till Hollywood för att vara tillsammans med Laurence Olivier.

## Nyinspelningar
Filmen är en nyinspelning av filmen med samma namn från 1924, dock med flera ändringar i handlingen. Berättelsen har även senare återkommit i flera andra filmversioner, däribland 1960, 1961 och 1978.